# Loch Earn
Le Loch Earn (ou Loch Éireann) est un lac d'eau douce situé dans le centre de la région des Higlands, en Écosse, dans le comté de Perth and Kinross et de Stirling.
Il fait approximativement 10,5 km de long, 1,2 km de large et peut atteindre des profondeurs de 90 mètres.

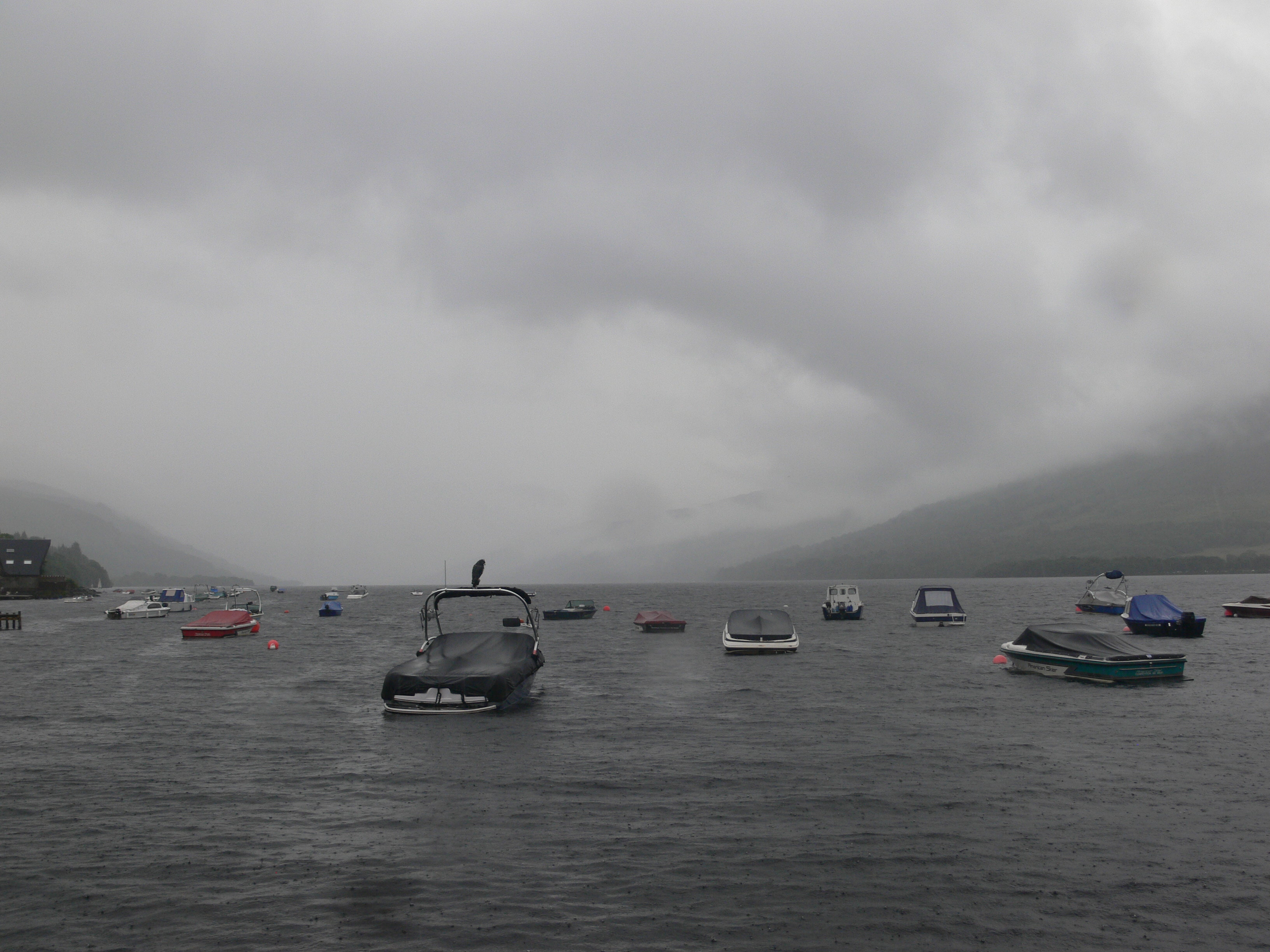
Le loch vu de l'ouest, par temps de brume

Lochearnhead est la ville située à l'ouest du lac, divers sports aquatiques peuvent être pratiqués, ski nautique, canoë, voile et l'on peut y pêcher en possédant un permis.